# Lily Snowden-Fine
Lily Snowden-Fine es una actriz de voz inglesa que interpretó la primera voz de Peppa en el programa de televisión infantil Peppa Pig en el año de 2004 al igual que en Bob y Margaret.